# Armikrog
Armikrog (стилізовано як Armikrog.) — пригодницька point-and-click (укр. «вкажи і клацни») відеогра, розроблена Дагом ТенНейпелом у співробітництві з Pencil Test Studios і Versus Evil для Microsoft Windows, OS X, Linux, PlayStation 4 та Wii U. Відеогра є духовною і ідейною спадкоємицею The Neverhood та розроблена багатьма членами однієї команди. Як і The Neverhood, Armikrog використовує пластилінову анімацію. Гра буде зосереджена навколо Томмінавта (озвучує Майкл Дж. Нельсон), дослідника космічного простору, який зазнає аварії на таємничій планеті і опиняється замкненим в дивній фортеці під назвою Armikrog разом з Бік-Біком (Роб Полсен), своєю сліпою собакою, що розмовляє.

## Розроблення
Майк Дітц і Ед Шофілд, засновники Pencil Test Studios, об'єдналися з Дагом ТенНейпелом, з яким вони працювали над Earthworm Jim і The Neverhood, щоб запустити кампанію збору коштів для Armikrog на Kickstarter. Мета збору коштів на Kickstarter становила $900 000, але була збільшена до $950 000 заради версії гри для Wii U. 27 червня 2013 року фінансування було закінчено.
В голосовому акторському складі брали участь Майкл Дж. Нельсон, який озвучив Томмінавта, і Роб Полсен, який озвучив Бік-Біка. Також свої голоси дали грі Джон Хідер, Вероніка Белмонт, Скотт Кёрц. Саундтрек до гри написав Террі Скотт Тейлор, який написав музику до саундтреку The Neverhood.

## Саундтрек
Саундтрек гри написав Террі Скотт Тейлор, який написав музику до The Neverhood. Під час кампанії Kickstarter, демо-запис до Armikrog під назвою «Boo Hoo Ha» був викладений на YouTube.